# Clíver Alcalá
Cliver Antonio Alcalá Cordones (Caracas, Venezuela, 21 de noviembre de 1961) es un militar con el rango de mayor general venezolano. Cliver Alcalá fue uno de los militares que apoyó el intento de golpe de Estado de Venezuela de febrero de 1992, y se desempeñó como jefe de guarnición de las ciudades tanto de Valencia como de Maracay, y finalmente como comandante general de la Región de Defensa Integral en Guayana (REDI-Guayana).
En 2011 Alcalá fue acusado por el gobierno de los Estados Unidos de estar involucrado en el narcotráfico en Venezuela y de ser miembro del Cártel de los Soles, sin embargo, en 2023 estas acusaciones fueron retiradas. En 2013 terminó su carrera militar y empezó a criticar al gobierno de Nicolás Maduro. En el 2019 declaró su apoyo al proclamado presidente interino Juan Guaidó.
En marzo de 2020, Alcalá se entregó a las autoridades estadounidenses luego de que ofrecieran una recompensa de USD$ 10 millones de dólares por su captura. Sin embargo el 30 de junio de 2023 Estados unidos retira los cargos de narcoterrorismo y Alcalá se declara culpable de delitos menores por apoyar a una organización terrorista en 2006. Actualmente se encuentra en una prisión de Nueva York a la espera de su sentencia.

## Carrera militar
Alcalá Cordones es un oficial de nacionalidad venezolana que ingresó a la antigua Academia Militar de Venezuela (ahora UMBV), el 12 de agosto de 1979, y egresó de la misma el año 1983 con el título de Licenciado en Ciencias y Artes Militares, ocupando el décimo (10°) lugar de la promoción “General de División León de Febres Cordero” - “Bicentenaria del Natalicio del Liberador”, de un total de 119 graduandos. En esta institución conoció a Hugo Chávez quien solía ser su profesor de Historia de Venezuela. Alcalá Cordones apoyó a Hugo Chávez durante el intento de golpe de Estado febrero de 1992.
En su condición de militar activo de la Fuerza Armada Nacional de Venezuela, comienza a especializarse concretamente en la rama de blindados, llegando a ocupar importantes cargos dentro del Ejército Nacional de Venezuela. Y en tal sentido, en su trayectoria de treinta años (lapso de carrera que por disposición expresa le correspondía de servicio, abarcando en consecuencia dicho lapso los años 1983 al 2013), puede referirse cronológicamente en su condición de oficial superior y general los siguientes cargos:

### Edecán de la presidencia (2000-2002)
En 2000 es nombrado Edecán del Presidente de la República y realiza junto a éste giras a distintos países del mundo.

### Batallón Blindado (2002-2006)
En 2002 comienza como Comandante del Batallón de Tanques Bravos de Apure, Fuerte Mara, estado Zulia y finaliza como recién designado Comandante del Grupo de Caballería Motorizado General de Brigada Juan Pablo Ayala, Caracas.
En este período, caracterizada Venezuela por la inestabilidad social y política, como teniente coronel y coronel, ocurre el Golpe de Estado en Venezuela de 2002, 11 de abril de 2002, precedido por un paro “cívico” convocado para el 10 de diciembre de 2001 que cerró un gran número de comercios, como asimismo una huelga convocada para el 9 de abril de 2002 por la Confederación de Trabajadores de Venezuela (CTV) y la Federación Venezolana de Cámaras de Comercio y Producción (FEDECAMARAS), cuyos convocantes prolongaron hasta declararla indefinida. En este contexto el General Alcalá Cordones, meses después del intento de golpe de Estado contra Chávez, encabezó la intervención de la Policía Metropolitana de Caracas, entonces bajo el mando del alcalde Alfredo Peña.
Alcalá decide hacer esta acción basándose en las acusaciones contra los funcionarios de la Policía Metropolitana, quienes fueron acusados de arremeter contra manifestantes desarmados durante los hechos del 11 de abril del 2002, así como por el uso del camión blindado perteneciente a la instancia policial que representaban, imputándoles a su vez el acto de disparar contra la población civil.

### 11 Brigada de Infantería (2006-2007)
Durante este período es Comandante de la 11 Brigada de Infantería “G/B Luis Celis”, Maracaibo, estado Zulia. Realizó las operaciones como “Relámpago de Catatumbo” y “Río de Oro”, las cuales iban dirigidas a combatir el delito del narcotráfico.
Alcalá admitió ante una corte de Nueva York precedida por el juez Alvin Hellerstein, que durante este periodo (año 2006) proporcionó dos lanzagranadas 3.5 a las Fuerzas Armadas Revolucionarias de Colombia por orden de sus superiores.

### 41 Brigada Blindada (2007-2010)
En 2007 el nombrado Comandante de la 41 Brigada Blindada en Naguanagua, estado Carabobo. También estableció el servicio de atención a la ciudadanía para atender las denuncias relativas a problemas de seguridad social.

### 4 División Blindada (2010-2012)
Es designado en agosto del año 2010 Comandante de la IV División Blindada y Guarnición de Maracay, constituyendo esta la unidad de tierra más importante del Ejército Nacional, y en 17 meses de dirección, el General Alcalá Cordones logra la construcción de las nuevas instalaciones de la 42 Brigada de Infantería Paracaidista, las del 414 Batallón Bravos de Apure y la transformación de la 43 Brigada de Artillería en San Juan de los Morros.
El 30 de septiembre de 2010 la Brigada Paracaidistas de la Fuerza Armada Nacional Bolivariana, tomaron el control del Centro Penitenciario de Aragua, ubicado en Tocorón municipio Zamora, por órdenes del General Cliver Alcalá. La decisión fue tomada luego de continuas denuncias de ciudadanos y ciudadanas que eran extorsionados, amedrentados y abusados por el crimen organizado desde la cárcel. A las 5:30 de la madrugada, 1800 efectivos militares procedieron a ingresar al penal, situación que motivó a los internos de la torre a deponer las armas. Como se informó, en días anteriores los "pranes" (líderes) de cada área originaron una balacera por tres días, en la cual se disputaban el control dentro del recinto carcelario.

### REDI-Guayana (2012-2013)
Ya casi por finalizar su carrera militar, cumpliendo sus 30 años de carrera castrense, es ascendido a Mayor General y designado Comandante de la REDI-Guayana. En su último cargo de dirección militar dirige su accionar contra la actividad ilegal de la minería. Esto le generó disputas con los habitantes pemones de la zona que se dedican a la minería ilegal.

## Investigaciones
Según reportes de prensa, Alcalá apareció en los archivos de las FARC contenidos en los computadores de Raúl Reyes que fueron incautados durante la Operación Fénix en Ecuador, en marzo de 2008. Sin embargo, el investigador del DIJIN, Ronald Hayden Coy Ortiz declaró ante un juez colombiano que se había roto la cadena de custodia del computador y que no podía ser utilizado como evidencia en casos judiciales.
En 2011, el Departamento de Justicia de Estados Unidos designó a cuatro altos funcionarios venezolanos como narcotraficantes, incluyendo a Clíver Alcalá. El 18 de abril de 2012 Alcalá Cordones fue señalado como narcotraficante por el exmagistrado Eladio Aponte Aponte, exiliado en Panamá, quien confesó haber sido presionado por Hugo Chávez para condenar a Iván Simonovis y haber mantenido una relación amistosa con Walid Makled.
En el año 2018 el narcotraficante Walid Makled confesó y publicó un video por redes sociales desde una supuesta cárcel del SEBIN donde amenazaba a Cliver Alcalá, "te dije que voy a ser tu sombra, voy por ti". Cliver Alcalá colaboró con la investigación que permitió detener a Walid Makled.

### Plan militar para derrocar a Maduro
Según Associated Press, desde el año 2019 Cliver Alcalá se dedicó a coordinar un plan militar para derrocar a Maduro con ayuda de asesores estadounidenses y el apoyo de la empresa Silvercorp USA. Lester Toledo, líder de Voluntad Popular, presentó el militar estadounidense de apellido Goudreau a Alcalá. Un grupo de 300 militares venezolanos se entranaron en la frontera colombiana., los planes se vieron frustrados luego de que la policía colombiana decomisara un arsenal de armas de guerra y seguidamente se pidiera la extradición de Alcalá por parte del gobierno de Venezuela y por parte del gobierno de los Estados Unidos.

### Extradición a Estados Unidos

Clíver Alcalá en la orden de captura emitida por el Departamento de Justicia de los Estados Unidos.

El 27 de marzo de 2020, Clíver Alcalá se entregó ante la Dirección Nacional de Inteligencia de Colombia, luego de que el Departamento de Justicia de Estados Unidos lo incluyera en una lista de solicitados el día anterior, ofreciendo diez millones de dólares por su captura y la de otros cuatro altos funcionarios venezolanos buscados por narcotráfico. Clíver posteriormente se entregó a la Administración para el Control de Drogas (DEA, por sus siglas en inglés) después de aceptar colaborar con los fiscales, siendo extraditado a Nueva York, Estados Unidos, solicitado por el exfiscal William Barr y declarándose inocente. La lectura de los cargos en su contra se hizo por vía telefónica, debido a las medidas tomadas para evitar la propagación del COVID-19 más adelante solicitó a la corte de Estados Unidos un abogado de oficio ya que no tiene dinero para pagarse uno privado. Desde 2023 se encuentra recluido en un penal de Nueva York esperando su sentencia por delitos menores donde reconoció en una audiencia en Nueva York que proporcionó lanzagranadas a los líderes rebeldes colombianos Iván Márquez y Rodrigo Londoño Echeverri (alias Timochenko), por orden del gobierno de Hugo Chávez.

#### Cargos de narcoterrorismo en Estados Unidos
El 30 de junio de 2023 los fiscales federales retiraron los cargos por narcoterrorismo contra el ex general venezolano y Alcalá se declaró culpable de delitos menores de ayudar a una organización terrorista extranjera.

#### Declaración
El 30 de junio de 2023 durante las declaraciones del General Clíver Alcalá que comprometen la actuación del fallecido presidente Hugo Chávez con la guerrilla colombiana, se declaró culpable de proveer apoyo material a las FARC en 2006. Ante una pregunta de la corte de Nueva York, respondió  “Sí, señor. Dos lanzagranadas 3.5″, respondió el exgeneral. Luego se le preguntó si ambos lanzagranadas eran para Luciano Marín (alías Iván Márquez), a lo que Alcalá afirmó que uno era para Márquez y el otro para Rodrigo Londoño (alias Timochenko) por las instrucciones de sus superiores.
En 2024 el diario El Tiempo de Colombia conoció de un documento relativo al proceso judicial que se le sigue a Alcalá Cordones, según el cual la Fiscalía de los Estados Unidos estaría presentando el 18 de enero de 2024 una acusación en la que solicitan a la corte 30 años de prisión para el ex General desertor y principal planificador de la fallida Operación Gedeón. Los cargos son similares a los que habían sido retirados anteriormente. En respuesta su defensa pediría una condena de solo 6 años.

#### Sentencia
En marzo de 2024 a la espera de sentencia en Nueva York. “El acusado no era simplemente un general que cumplía órdenes”, escribieron los fiscales en su memorando de sentencia donde recomiendan una pena de 30 años. “Cobró millones de dólares en sobornos provenientes de la cocaína para permitir y ayudar a que toneladas de veneno transitaran a este país”. Como parte de un acuerdo de culpabilidad alcanzado en 2023, los fiscales retiraron todos los cargos de drogas contra Alcalá. En cambio, dejaron solamente dos cargos de suministro de armas a las Fuerzas Armadas Revolucionarias de Colombia, o FARC, consideradas por Estados Unidos como una organización terrorista extranjera y recibir sobornos para brindar paso seguro a cargamentos de toneladas de cocaína en pistas de aterrizaje de tierra, puestos de control fronterizos y en un aeropuerto importante.
El día de la sentencia Cliver Alcalá declaró ante el juez que lo que para Estados Unidos era un delito de alto nivel, era el cumplimiento de una serie de órdenes que le habían dado sus superiores y el alto gobierno encabezado por Hugo Chávez, por la política que el estado venezolano tenía en ese momento. Se hizo responsable de haberle entregado dos armas a las fuerzas armadas revolucionarias colombianas, que según él eran de la época de la Segunda Guerra Mundial. También prestó custodia a un alto funcionario de las Fuerzas Armadas Revolucionarias Colombianas que había sido convocado en Caracas para hacer los planes de paz, y su responsabilidad era acompañar a este miembro de las FARC desde la frontera hasta Caracas y prestarle protección. Declaró que durante el año que estuvo destacado en el Estado Zulia había acabado con un laboratorio de cocaína y que había gestionado la liberación de tres ciudadanos secuestrados por las FARC, dos colombianos y uno venezolano, a petición del presidente de Colombia Álvaro Uribe.
Aseguró que en sus 34 años de servicio su carrera militar fue intachable y que ofreció su experiencia en el proceso de liberar a Venezuela de la dictadura de Nicolás Maduro. Señaló que cuando se dio de baja en el 2013, Nicolás Maduro le ofreció una embajada en Europa y que no lo aceptó porque su moral no se lo permitía. Pidió que se tomara en cuenta que desde hace más de una década él había hablado con miembros del gobierno de los Estados Unidos sobre su caso. Aseguró que jugó un rol fundamental en la captura de Walid Makled, uno de los narcoterroristas más grandes de la historia según la misma fiscalía. Alcalá asegura que a través de su iniciativa y trabajo se logró que Walid Makled fuera capturado y cumpliera años de prisión en Venezuela. A raíz de esto Walid Makled le amenazó y le dijo que sería su sombra y que lo haría pagar.
El 8 de abril fue condenado a 260 meses (más de 21 años) de cárcel por suministrar armas a las Fuerzas Armadas Revolucionarias de Colombia (FARC).

### Régimen venezolano captura a sobrino de Cliver Alcalá
El 10 de mayo de 2020 se realizan operativos policiales y militares por la fallida operación Gedeón, sumando más de 40 capturados. El plan, según el régimen venezolano, pretendía la "captura, detención y remoción" de Nicolás Maduro y establecer un gobierno de transición con el líder opositor Juan Guaidó, reconocido para la fecha como presidente encargado de Venezuela por gran cantidad de países, entre ellos Estados Unidos.
Entre los capturados se encuentran los militares retirados estadounidenses Luke Alexander Denman y Airan Berry, quienes fueron imputados por terrorismo, castigado en Venezuela con penas de entre 25 y 30 años de cárcel.
Por otro lado 29 venezolanos fueron imputados por "conspiración con gobierno extranjero", específicamente Colombia y Estados Unidos, siendo uno de los imputados el sobrino de Cliver Alcalá, informó la Fiscalía venezolana.

## Vida personal
Nació en Caracas en la parroquia La Candelaria. Su madre murió cuando tenía 12 años de edad, su padre estaba enfermo y no podía encargarse de la crianza, por ello fue trasladado al Estado Falcón para terminar de ser criado junto a sus hermanos por su abuela. Es hermano de Carlos Alcalá Cordones, quien es el embajador de Nicolás Maduro ante Irán. Clíver Alcalá Cordones contrajo matrimonio el 13 de mayo de 2012 con Martha Ojeda. Clíver Alcalá empezó a residir en Barranquilla, Colombia, desde 2018, ya que era perseguido por el gobierno de Nicolás Maduro.